# Главный корпус Тартуского университета
Главный корпус Тартуского университета (эст. Tartu Ülikooli peahoone) — памятник культуры в эстонском городе Тарту, один из ярчайших образцов классической архитектуры в Эстонии. Здание было построено в 1804—1809 годы по проекту архитектора Иоганна Вильгельма Краузе на месте бывшей Мариинской церкви. Разрешение на строительство было получено в мае 1799 года. В центре фасада расположены шесть дорических колонн. 
Внутри здания также располагаются помещения университетского Художественного музея. 

## История
Здание было построено для недавно основанного  Дерптского университета в 1804—1809 годы по проекту архитектора Иоганна Вильгельма Краузе на месте руин Мариинской церкви и торжественно открыто 3 июля 1809 года. Позже к зданию были достроены крылья (1856-59) и университетская церковь.
В ночь на 21 декабря 1965 года в здании произошёл пожар, который разрушил 900 квадратных метров (общая площадь основного здания 6255 квадратных метров). Здание было восстановлено к 1 сентября 1966 года, однако восстановление актового зала затянулось до 28 апреля 1967.

## Археологические исследования
Главное здание было построено на руинах бывшей церкви. Во время строительства были найдены человеческие останки, захороненные на церковном кладбище. На месте перезахоронения был воздвигнут Памятник народам по проекту Краузе.
В ходе археологических раскопок, проводившихся в районе главного здания и старого Кемикума в 2010, были обнаружены новые останки со старинного кладбища церкви Святой Марии.

## Памятные доски и памятники
На торце северного крыла установлена памятная доска в честь химика Вильгельма Фридриха Оствальда — единственного лауреата Нобелевской премии, преподававшего в Тарту. Торец южного крыла украшен доской в честь Стефана Батория, пожаловавшего городу его нынешний флаг и основавшего предшественника университета — иезуитскую гимназию. Позади здания расположена Королевская площадь с установленной копией довоенного памятника королю Густаву II Адольфу, основавшему в 1632 Академию Густавиана.

## Галерея

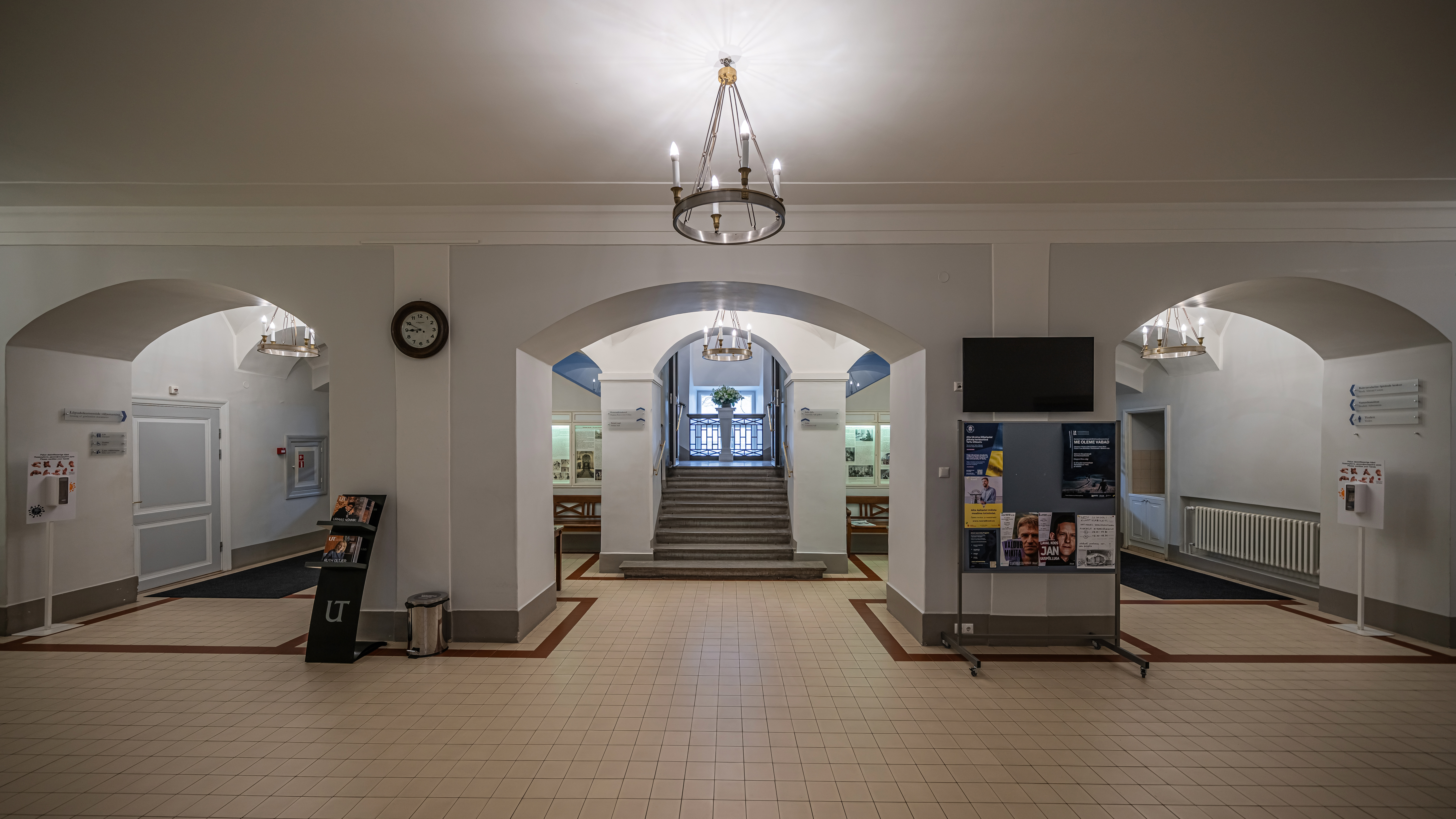
Входной зал с главной лестницей
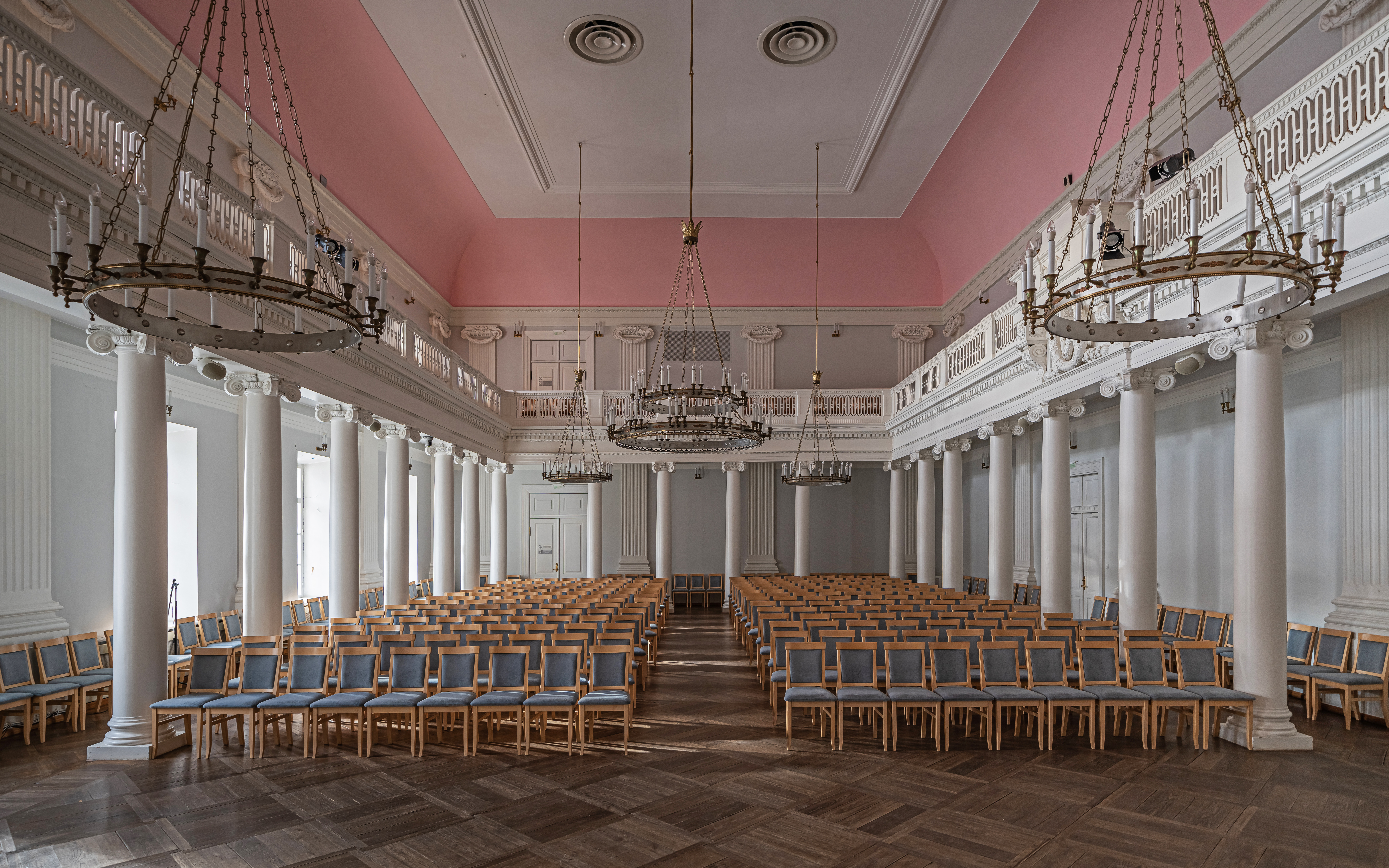
Аула внутри здания
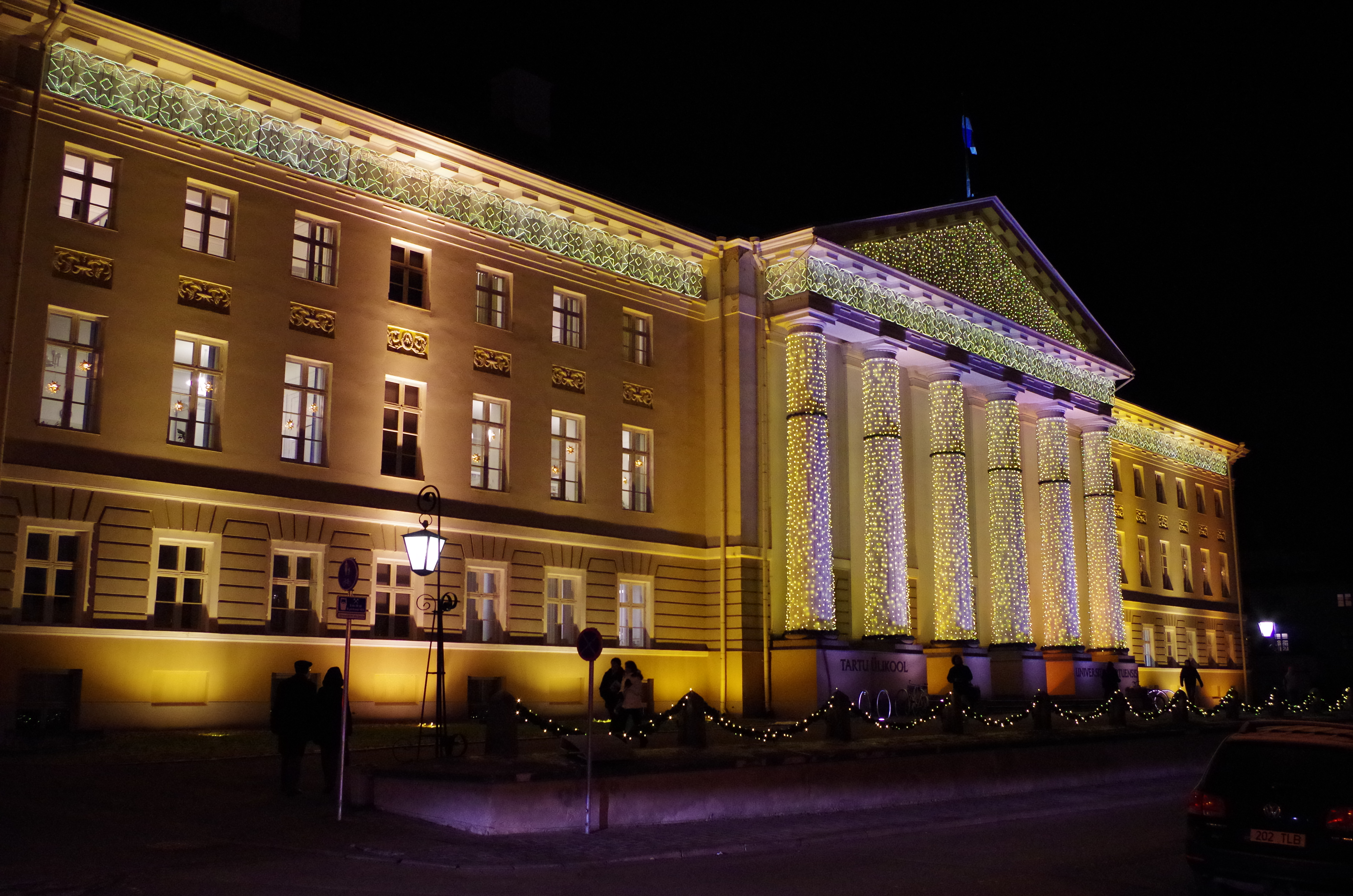
Здание зимним вечером
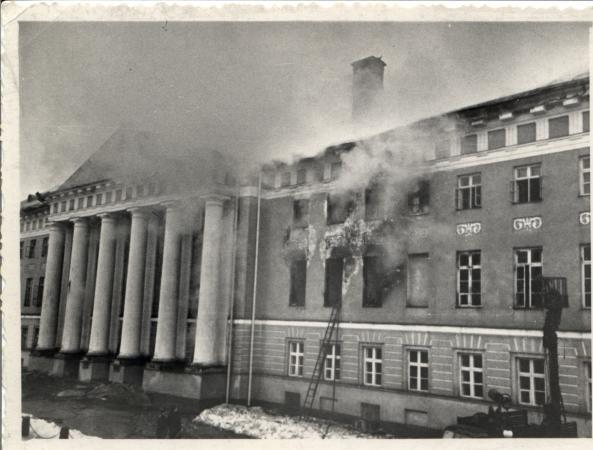
Здание в 1965 году во время пожара